# کلروکسیلنول
کلروکسیلنول (به انگلیسی: Chloroxylenol)
رده درمانی: عوامل ضد عفونت
اشکال دارویی: محلول

## موارد مصرف
کلروکسیلنول به عنوان یک ترکیب ضدعفونی کننده مثلاً در صابونها مصرف می‌شود. این دارو اثرات ضدمیکروبی نسبتاً ضعیفی دارد.

## مکانیسم اثر
این دارو با ایجاد اختلال در غشاء سلول اثرات ضدمیکروبی خود را انجام می دهد. کلروکسیلنول در انسان و سایر پستانداران بیخطر است ولی بر ماهیها اثرات سوء دارد. 

## عوارض جانبی
تحریکات پوستی و آلرژی.